# بخش مورافنوبه
بخش مورافنوبه (به لاتین: Morafenobe District) یک منطقهٔ مسکونی در ماداگاسکار است که در ملاکی (ماداگاسکار) واقع شده‌است. بخش مورافنوبه ۶٬۹۷۶ کیلومتر مربع مساحت و ۲۰٬۴۷۵ نفر جمعیت دارد.